# Ariarathe V
Pour les articles homonymes, voir Ariarathe.
Ariarathe V Eusébès Philopatôr (grec : Aριαράθης Eυσεβής Φιλoπάτωρ) est roi de Cappadoce de 163 à 159 et de 157 à 130 av. J.-C.

## Biographie
Ariarathe est un fils d’Ariarathe IV et d’Antiochis III, une fille d’Antiochos III Megas, roi de Syrie.
Il est associé au trône par son père. Après son avènement, il envoie des ambassadeurs chargés de renouveler le traiter d’amitié existant entre son royaume et Rome. Conforté par la réponse bienveillante du Sénat, il envoie des émissaires auprès de Lysias, qui dirige comme régent le royaume des Séleucides, afin de lui réclamer les restes de sa mère et de sa sœur.
Deux envoyés du sénat, Cneius Octavius et Sp. Lucretius, règlent le différend qui oppose le royaume de Cappadoce et les Trocmes Galates. Le roi Ariarathe V intervient également auprès d’Artaxias Ier d'Arménie, qui se conduit en chef d’État indépendant depuis la mort du roi séleucide Antiochos IV, pour le dissuader d'annexer la Sophène du roi Mithrobazane.
Le roi de Cappadoce envoie ensuite une nouvelle ambassade au Sénat de Rome pour l’assurer de sa soumission et offre un présent de 10 000 pièces d’or. Afin de ne pas mécontenter Rome, Ariarathe V a refusé la main de Laodicé V, veuve de Persée de Macédoine et sœur de Démétrios Ier Sôter de Syrie. Ce dernier soutient en 159 av. J.-C. les prétentions d’Oropherne, un frère d’Ariarathe qui revendique le trône.
En 158, Ariarathe V s’enfuit à Rome pour plaider sa cause directement auprès des consuls Sex Julius Caesar et L. Aurelius Orestès contre les deux envoyés d’Oropherne. Il obtient l’aide de Rome qui charge son allié local Attale II, nouveau roi de Pergame, de le rétablir.
Ariarathe V  demeure ensuite un allié fidèle de Rome et il envoie des troupes commandées par l’un de ses fils, Démétrius, soutenir Attale II contre le roi Prusias II de Bithynie. Il meurt enfin en 130 av. J.-C., tué au cours de la guerre contre Eumène III Aristonikos de Pergame. En compensation, Rome accorde la Phrygie aux fils d'Ariarathe.
Selon Justin, l'épouse d'Ariarathe V, Laodicé (qui était peut-être celle qu'il avait repoussé dans un premier temps ?) ou Nysa, fille de Pharnace Ier, roi du Pont, lui aurait donné six fils. Afin de rester maîtresse du royaume après sa mort, elle aurait fait empoisonner les cinq  aînés. Seul le jeune Ariarathe VI aurait été sauvé par des proches avant que le peuple horrifié ne mette à mort sa mère.